# Hugo Besson
Hugo Besson (Angers; 26 de abril de 2001) es un jugador de baloncesto francés que pertenece a la plantilla del Manisa BB de la BSL turca. Con 1,96 metros de estatura, juega en la posición de escolta.

## Trayectoria deportiva

### Profesional

#### Francia
Comenzó su carrera en el baloncesto juvenil en 2016 como miembro de los Antibes Sharks. Se unió a Élan Chalon en el 2017 y jugó para la selección Sub-21. En 27 partidos durante la temporada 2017-18, promedió 10,2 puntos, 3,6 rebotes, 1,1 asistencias y 1,0 robos por partido. Al año siguoente pasó a formar parte de la plantilla profesional, aunque apenas jugó 14 partidos en sus dos primeras temporadas.
En junio de 2020 firmó por fin su contrato profesional, siendo cedido al Saint-Quentin BB de la Pro B. Lideró la liga en anotación durante la temporada 2020-21 con 19,5 puntos por partido. Fue nominado a MVP de la liga, siendo elegido finalmente mejor jugador joven de la competición e incluido en el mejor quinteto.

#### NBL
El 23 de septiembre de 2021, Besson firmó contrato con los New Zealand Breakers de la National Basketball League (Australia) (NBL) para la temporada 2021-22. En 25 partidos promedió 13,9 puntos, 3,9 rebotes y 2,5 asistencias por partido. Dejó los Breakers el 17 de abril de 2022 para prepararse para el draft de la NBA.

#### NBA
Fue elegido en la quincuagésima octava posición del Draft de la NBA de 2022 por los Indiana Pacers y subsiguientemente traspasado a los Milwaukee Bucks, sin llegar a debutar en la liga.

#### De vuelta a Europa
El 13 de agosto de 2022 fichó por el Metropolitans 92 de la LNB Pro A francesa.
El 30 de septiembre de 2023 firmó un contrato de dos años con FMP Meridian de la Liga de Baloncesto de Serbia y la Liga Adriática.
El 26 de febrero de 2024 fichó por el Openjobmetis Varese de la Lega Basket Serie A italiana.
El 7 de septiembre de 2024 fichó por el Manisa Büyükşehir Belediyespor de la BSL turca.